# Joaquín Larregla
Joaquín Larregla y Urbieta (Lumbier, Navarra, 1865 - Madrid, 1945) fue un pianista y compositor español.

## Vida
Joaquín Larregla y Urbieta estudió música en el Conservatorio Superior de Música de Navarra en Pamplona y más tarde se trasladó a Madrid para estudiar en el Real Conservatorio Superior de Música de Madrid piano, armonía y composición.
Su fama como virtuoso pianista le llevó a actuar no solo en España sino también en Francia, Suiza e Italia.
En Lumbier se encuentra desde 1965 en el patio del antiguo colegio la estatua conmemorativa de este famoso hijo de la villa y también en esta población y a modo de homenaje, desde 2012 la escuela de música municipal paso a llevar el nombre del músico nacido en la villa.
Con motivo del 150 aniversario del nacimiento del músico, en su localidad natal, Lumbier, se celebraron durante el mes de agosto de 2015 diferentes actos como conciertos con reputados músicos locales, así como exposiciones y conferencias para conmemorar la efeméride, que culminaron con una concentración de bandas de la zona en la que se interpretaron piezas tradicionales festivas.

## Composiciones

### Obras para orquesta
- 1888 Concierto en sol menor, para piano y orquesta
- Laurak-bat - Los cuatro juntos, Zortzico
- Minué de las Rosas
- Rapsodia asturiana
- Suite y la Tarantela
- Tarantella

### Zarzuelas
- 1897 La roncalesa, zarzuela en un acto
- 1902 Miguel Andrés, drama lírico en tres actos

### Obras para banda
- 1895 ¡Viva Navarra!, jota de concierto
- 1896 Himno de Navarra, para coro y banda- texto: Hermilio de Olóriz
- 1899 Siempre p'alante, jota navarra para coro y banda- texto: Eusebio Blasco y Soler

### Música vocal
- 1900 Mariquita, canción nº 4 - para voz y piano- texto: Eusebio Blasco y Soler.
- 1905 Bone Pastor.
- 1905 Al Niño Jesús, villancico.
- 1908 Balada del mar, para voz y piano- texto: José Zahonero
- 1913 Himno al triunfo de la Santa Cruz,para 4 solistas, coro mixto (al unísono) y órgano (o piano).
- 1922 Himno de Navarra a San Francisco Javier (o “En el eco de mis montes”) - texto: Alberto Pelairea.
- Ave Maria, para mezzo-soprano y órgano.

### Obras para órgano
- 1905 Elevación - sobre motivos del adjunto villancico del Hermano Dionisio de las Escuelas Cristianas

### Obras para piano
- 1886 Serenata-capricho
- 1886 Ichasoan = En el mar, barcarola para piano.
- 1886 Oroitzá = Recuerdo, melodía.
- 1887 Scherzo.
- 1888 Álbum de piezas sinfónicas para piano.
  1. Allegro vivace
  2. Andante
  3. Minuetto
  4. Scherzino
- 1888 Meciendo la cuna, romanza.
- 1889 En la montaña.
- 1889 Souvenir de Nize, polka de concierto.
- 1889 ¡Qué feliz eres!, capricho cubano.
- 1890 Meditación, para piano.
- 1892 Momento de tristeza, preludio y romanza.
- 1898 Piezas características, suite para piano
  1. Fiesta de los campesinos
  2. Escena religiosa
  3. Giga
  4. Coquetería y elegancia (mazurka)
- 1899 Mariana, gavota para piano.
- 1904 Ilusión, pensamiento poético musical.
- 1904 Realidad, gavota.
- 1906 Bacanal.
- 1907 Minué de las rosas.
- 1914 Andalucía capricho español para piano.
  1. Canción andaluza.
  2. Zapateado.
- 1917 Noche de niebla, nocturno.
- 1918 La embrujada del caserío, scherzetto fantástico para piano.
- 1920 Recuerdos de Italia, suite en tres movimientos.
- 1930 Después del vals, para piano.
- 1942 Tardes de otoño.
- Ante la tumba de un requeté, meditación lírica.
- En el Pirineo, escena al amanecer
- Melodía
- Piezas líricas para piano
  1. Impromptu fantástico
  2. Melodía romántica
  3. Scherzino burlesco
  4. Marcha solemne

### Obras para txistu
- Amanece en el Pirineo

## Publicaciones
- Baldomero Barón Rada: Joaquín Larregla, compositor. Pamplona. Diputación Foral de Navarra, Dirección de Turismo, Bibliotecas y Cultura Popular, 1981. 32 p. ISBN 84-235-0525-1
- Joaquín Larregla y Urbieta: Discursos leídos ante la Real Academia de Bellas Artes en la recepción pública del Sr. D. Joaquín Larregla y Urbieta el 11 de noviembre de 1906 - Influencia del pianista-compositor en la educación artístico-musical de los pueblos. Madrid. 1906. Imprenta Alemana, 38 p.
- Revista TXISTULARI nº 91: Amanece en el Pirineo. Joaquín Larregla, compositor. Vitoria. Asociación de Txistularis del País Vasco-Navarro, 1977. p. 2536

| Predecesor: Manuel Fernández Caballero | Real Academia de Bellas Artes de San Fernando Medalla 47 1906 - 1945 | Sucesor: Jesús Guridi |

- Datos: Q2409223
- Multimedia: Joaquín Larregla (musician) / Q2409223